# Daniele Garozzo
Daniele Garozzo (Catania, 1992. augusztus 4. –) olimpiai, világ- és Európa-bajnok olasz tőrvívó, Enrico Garozzo olimpiai és Európa-bajnoki ezüstérmes párbajtőrvívó öccse.